# Wentorf (Amt Sandesneben)
Wentorf (Amt Sandesneben) (in der Gemeinde-Hauptsatzung auch Wentorf A.S.) ist eine Gemeinde im Amt Sandesneben-Nusse (Kreis Herzogtum Lauenburg) in Schleswig-Holstein.

## Lage
Die Gemeinde liegt etwa 35 km nordöstlich von Hamburg. Die Landesstraße 200 quert den Ort Wentorf und mündet im Nordwesten in die L 92. 
Neben Wentorf gibt es die Orte Bullenhorst, Hege und Schüttenmoor.

## Geschichte
Der Ort wurde 1423 als „Wentorpen“ in einer lübischen Urkunde zum ersten Mal erwähnt, war aber, wie Ausgrabungen beweisen, bereits im Neolithikum, der Bronze- und der Eisenzeit besiedelt. 
Nach der Gestaltung des Dorfangers von Wentorf waren seit dem 17. Jahrhundert sechs größere landwirtschaftliche Anwesen bestimmend. Erst seit dem 19. Jahrhundert kamen nennenswert Handwerker und Neubürger dazu.

## Politik

### Gemeindevertretung
Bei der Kommunalwahl 2023 errang die Allgemeine Wählergemeinschaft Wentorf A.S. erstmals alle neun Sitze in der Gemeindevertretung. Die Wahlbeteiligung betrug 53,0 Prozent.

### Wappen
Das Ortswappen wurde 1982 geschaffen. Das Grün des Wappenbildes weist auf die waldreiche Lage hin. Die Fänge des Adlers, der symbolisch die vorgeschichtliche Axt hält, bekundet, dass in allen Epochen der Vorgeschichte schon Menschen in Wentorf lebten.
Blasonierung: „In Grün, aus dem oberen Schildrand hervorbrechend, eine schwarz bewehrte goldene Adlerklaue, die eine silberne jungsteinzeitliche Streitaxt ohne Stiel hält.“

## Sonstiges
Das 2003 errichtete Gemeinschaftshaus „Dörphus up den Ruhm“ beherbergt neben der Freiwilligen Feuerwehr und dem gemeindeeigenen Kinderspielkreis auch einen Gemeindesaal und ist das Zentrum des öffentlichen und kulturellen Lebens.